# Masacre de Pativilca
La masacre de Pativilca fue una acción del destacamento paramilitar peruano Grupo Colina perpetrada el 29 de enero de 1992 en la localidad de Pativilca que consistió en el secuestro, la tortura y el asesinato de seis personas supuestamente vinculadas a Sendero Luminoso.

## Hechos
En Pativilca, un empresario chino tenía disputas por la posesión de unos terrenos en los anexos de Caraqueño y San José, por lo que acusó a John Calderón Ríos, Toribio Ortiz Aponte, Felandro Castillo Manrique, César Rodríguez Esquivel, Pedro Agüero Rivera y Ernesto Arias Velásquez de ser miembros del grupo terrorista Sendero Luminoso. Dicho empresario tenía conocidos comunes con el general EP Nicolás Hermoza Ríos, otro hombre fuerte del gobierno de Alberto Fujimori.
Hermoza Ríos habría ordenado que el Grupo Colina se dirigiese a la localidad limeña. Los paramilitares, liderados por una mujer, llegaron a las 2 de la mañana y secuestraron, torturaron y asesinaron con un tiro en la cabeza a los seis denunciados, para luego arrojar sus cadáveres en un cañaveral.
En el proceso iniciado por el caso Pativilca, Vladimiro Montesinos se acogió a la conclusión anticipada recibiendo, ante ello, una condena de 19 años y 8 meses de prisión tanto por el Caso Pativilca como por el de La Cantuta.